# Supereroi vs Municipale
Supereroi vs Municipale è il primo EP del gruppo italiano Meganoidi.

## Tracce
1. Supereroi – 3:30
2. Il nostro banchetto – 4:02
3. Meganoidi – 4:59
4. Antisocial ska – 4:38
5. Zero – 4:08

## Formazione
- Davide Di Muzio - voce
- Mattia Cominotto - chitarra
- Luca Guercio - tromba
- Riccardo Armeni - basso
- Marco Chiesa - batteria
- Francesco Di Roberto - percussioni